# Аманда Сайфред
Аманда Мишел Сайфред (на английски: Amanda Michelle Seyfried, произнася се ˈsaɪfrɛd;) е американска актриса, певица и модел.

## Биография
Родена е на 3 декември 1985 г. в Алънтаун, Пенсилвания, САЩ. Майка ѝ, Ан (рождено име Сандър) е професионален терапевт, а баща ѝ Джак Сейфрид е фармацевт. Има смесен произход, предимно германски, с английски, шотландско-ирландски и уелски корени. През 2003 г. Сейфрид завършва гимназия „Уилям Алън“ в Алънтаун. Има по-голяма сестра, Дженифър Сейфрид, музикантка в рок групата от Филаделфия, Love City.
Прави филмовия си дебют във филма „Гадни момичета“ от 2004 г. Участвала е в сериалите „Вероника Марс“ (2004 – 2006) и „Голяма любов“ (2006 – 2011). По-известни филми с нейно участие са „Mamma Mia!“, „Дилъри на време“ и „Клетниците“.
Други нейни участия включват главни роли в черната хорър комедия „Страстите на Дженифър“ (2009), като момиче на повикване в еротичния трилър „Клоуи“ (2009), романтичната военна драма „С дъх на канела“ (2010) и романтичната драма „Любовта на Жулиета“ (2010). Също така играе в историческия романс „Червената шапчица“ (2011), научнофантастичния трилър „Дилъри на време“ (2011), трилъра „Игра на оцеляване“ (2012), музикалната драма „Клетниците“ (2012), като едноименна порноактриса в биографичната драма „Линда Лавлейс: Дълбокото гърло“ (2013) и в комедиите „Който оцелее ще разказва“ (2014) „Тед 2“ (2015).
Получавала е многобройни отличия от списание Пийпъл, което я обявява за най-красива през 2011; тя също така е включена в годишната листа с красавици на списанието през 2009 и 2010 г. Освен това се появява в статията „Красиви във всички възрасти“ през 2012. Сейфрид включена също така в статията „Блестящи и млади в Холивуд“ на Венити Феър през 2008 г. и се появява на корицата на списанието с няколко други актриси през 2010 г.
Сайфред е заявила, че страда от тревожност и получава паник атаки. Освен това страда от сценична треска и вследствие на това избягва да играе в театрални продукции до април 2015 г., когато играе в бродуейската продукция „The Way We Get By“ в „Second Stage Theater“.

## Филми
| Година | Заглавие                       | Оригинално заглавие               |
| ------ | ------------------------------ | --------------------------------- |
| 2004   | Гадни момичета                 | Mean girls                        |
| 2005   | Девет живота                   | Nine lives                        |
| 2006   | Алфа дог                       | Alpha dog                         |
| 2008   | Равноденствие                  | Solstice                          |
| 2008   | Мама мия!                      | Mamma Mia!                        |
| 2009   | Буги Вуги                      | Boogie Woogie                     |
| 2009   | Страстите на Дженифър          | Jennifer`s body                   |
| 2009   | Клоуи                          | Chloe                             |
| 2010   | С дъх на канела                | Dear John                         |
| 2010   | Любовта на Жулиета             | Letters to Juliet                 |
| 2011   | Червената шапчица              | Red Riding Hood                   |
| 2011   | Торба с чукове                 | A bag of hammers                  |
| 2011   | Дилъри на време                | In time                           |
| 2012   | Игра на оцеляване              | Gone                              |
| 2012   | Клетниците                     | Les misèrables                    |
| 2013   | Краят на любовта               | The End of Love                   |
| 2013   | Тежка сватба                   | The Big Wedding                   |
| 2013   | Тайната на горските пазители   | Epic                              |
| 2013   | Линда Лавлейс: Дълбокото гърло | Lovelace                          |
| 2014   | Който оцелее, ще разказва      | A million ways to die in the West |
| 2015   | Докато сме млади               | While We're Young                 |
| 2015   | Тед 2                          | Ted 2                             |
| 2015   | Бащи и дъщери                  | Fathers and Daughters             |
| 2018   | Мама мия! Пак се започва!      | Mamma Mia! Here We Go Again!      |

## Сериали
| Година      | Заглавие                            | Роля                      | Бележки                            |
| ----------- | ----------------------------------- | ------------------------- | ---------------------------------- |
| 1999 – 2001 | Докато свят светува                 | Лусинда „Луси“ Монтгомъри | Главна роля                        |
| 2003        | Всички мои деца                     | Джони Стафърд             | 3 епизода                          |
| 2004        | Закон и ред: Специални разследвания | Танди Маккейн             | Епизод: „Outcry“                   |
| 2004 – 2006 | Вероника Марс                       | Лили Кейн                 | 11 епизода                         |
| 2005        | Д-р Хаус                            | Пам                       | Епизод: „Detox“                    |
| 2006        | Светкавица                          | Ребека                    | 5 епизода                          |
| 2006        | От местопрестъплението              | Лейси Фин                 | Eпизод: „Rashomama“                |
| 2006 – 2011 | Голяма любов                        | Сара Хенриксън            | 44 епизода                         |
| 2008        | Американски татко!                  | Ейми (глас)               | Епизод: „Escape from Pearl Bailey“ |
| 2017        | Туин Пийкс                          | Беки Бърнет               |                                    |